# Sankt Gallens kloster
Furstabbotsklostret Sankt Gallen (Fürstabtei St. Gallen) var ett abbotskloster inom benediktinerorden med säte i Sankt Gallen, Schweiz, som var en av det Heliga romerska riket av tysk nations viktigaste rikskloster. Det hade i flera hundra år status som både furstligt och territoriellt abbotsdöme, men upplöstes 1805. Sankt Gallens biskopsdöme för på ett sätt vidare arvet efter abbotsstiftet.

## Historisk översikt
Redan 612 levde den iriske munken Gallus som eremit i närheten av den plats där klostret sedermera byggdes. Själva klostret grundades 719 som en löst sammanhållen munkkommunitet och anslöt sig 747 till benediktinerorden. Redan 818 blev klostret riksomedelbart, det vill säga fick status som rikskloster. År 1207 blev abboten dessutom upphöjd till riksfurste, det vill säga han fick en personlig stämma på riksdagen, och klostret fick hedersbeteckningen furstabbotskloster. Senast sedan 1217 var abboten dessutom exempt, det vill säga löst från biskopen av Konstanz (i vilkens biskopsdöme klostret låg) och direkt underställd påven.
Genom hela medeltiden ökade klostrets egendomar, huvudsakligen genom gåvor från olika adelssläkter, så att abboten var världslig och kyrklig herre över ett ansenligt territorium. Som mest omfattade furstabbotsdömet ett sammanhängande område på 1 258 km² som bestod av det så kallade Fürstenland, grevskapet Toggenburg och Appenzellerland samt en rad mindre besittningar på ömse sidor om Bodensjön. Territoriet krympte efterhand, speciellt då staden S:t Gallen (fri stad från 1401) och Appenzellerland (1429) blev självständiga.
1451 blev abbotsdömet en ”vänligt sinnad ort” (zugewandter Ort), det vill säga en associerad medlem av det schweiziska edsförbundet. I flera århundraden var abbotsstiftet därmed på papperet en del av två stater samtidigt: Schweiz och det Tysk-romerska riket. Anknytningen till sistnämnda upphörde i efterdyningarna av den franska revolutionen, då abbotsdömets undersåtar förklarade abboten avsatt 1798. Abbotstiftets omfattande egendomar kom därmed att inlemmas i de nyupprättade kantonerna Säntis och Linth, och från 1803 i kantonen Sankt Gallen. Denna bestämde år 1805 att klostret skulle upplösas.
På det kyrkliga planet (åter)fördes abbotsstiftets område till Konstanz’ biskopsdöme och år 1819, efter att också detta biskopsdöme upplösts, till Chur. För att framhäva Sankt Gallens betydelse för katolicismen ändrades namnet till Chur-Sankt Gallens biskopsdöme år 1823, och 24 år senare bröts kantonen Sankt Gallen ut till ett biskopsdöme.

## Betydelse
I den tidiga medeltiden var furstabbotsdömet Sankt Gallen ett av de mest betydelsefulla kulturella centren i Europa. Klosterbiblioteket och stiftsarkivet, som innehöll omfattande samlingar med dokument ända tillbaka till 700-talet, vittnar framförallt om denna storhetstid.
Klosteret hade en ny blomstringstid på 1700-talet, något som visas i de överdådiga barockbyggnaderna som uppfördes mellan 1755 och 1767 (däribland klosterkyrkan). Hela klosteranläggningen blev 1983 upptagen på Unescos lista över världsarv.

## Bildgalleri

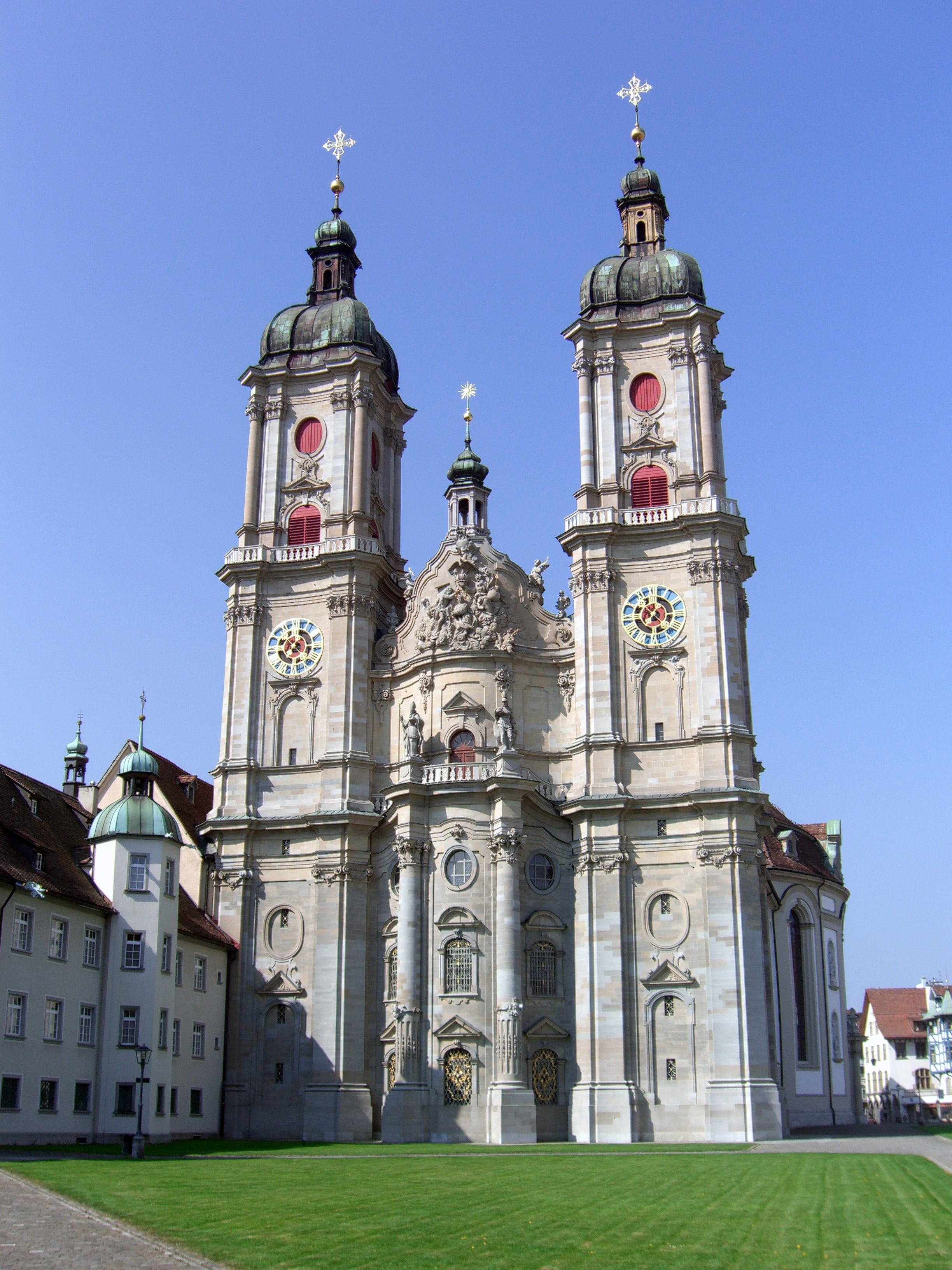
Klosterkyrkan i S:t Gallen, nu biskopsdömets katedral
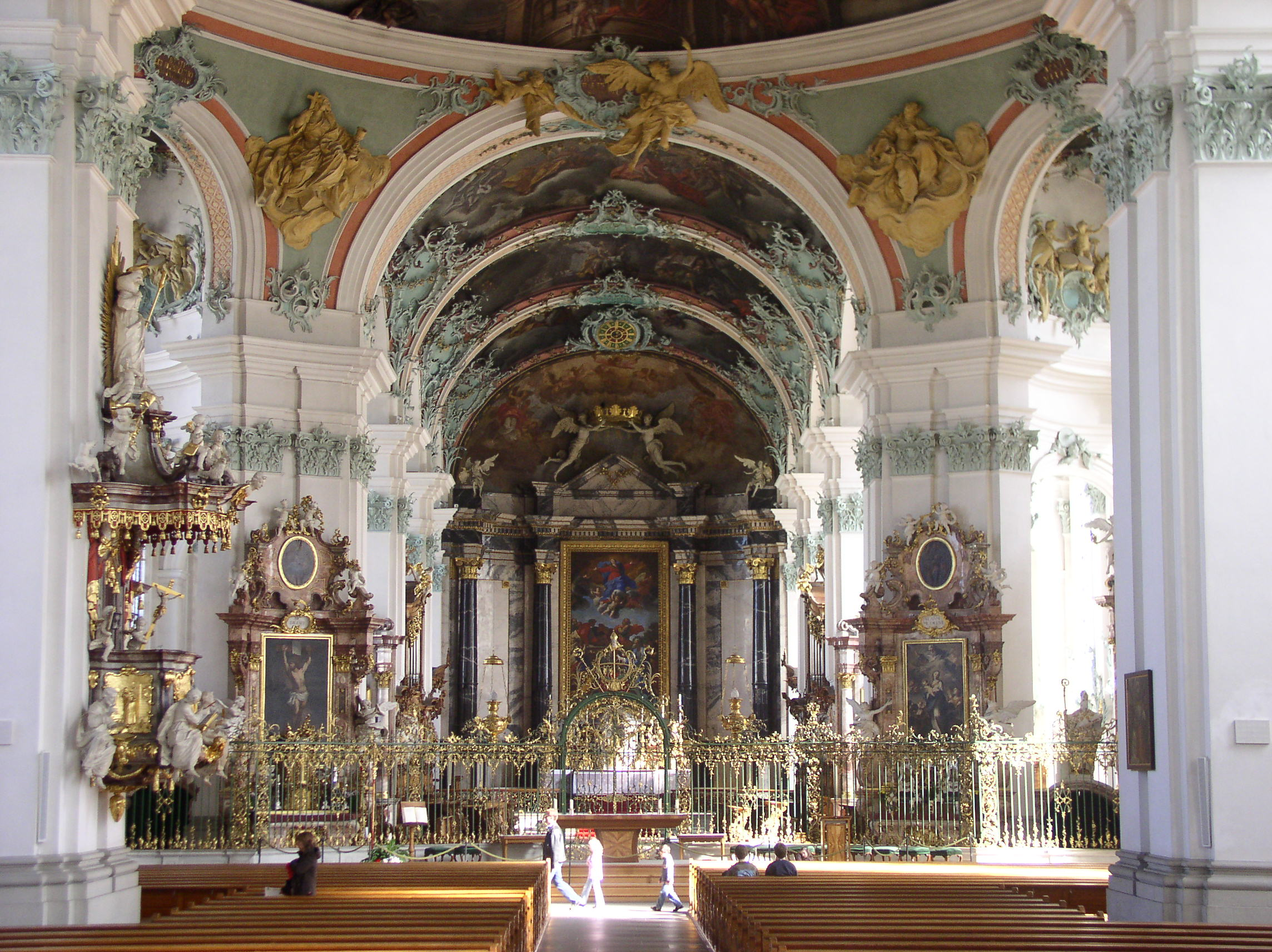
Klosterkyrkans senbarocka interiör
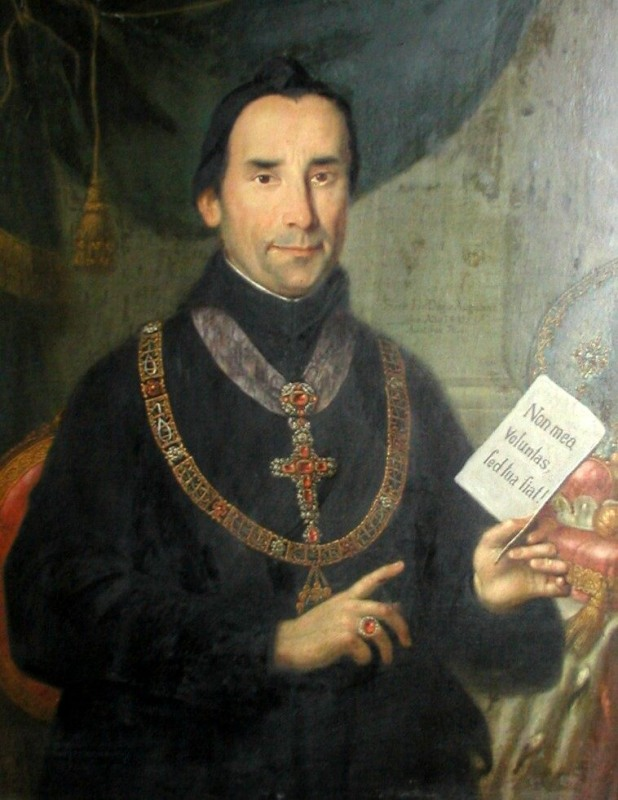
Pankraz Vorster (1753–1829), klostrets sista furstabbot